# Cherré (Sarthe)
Cherré – miejscowość i dawna gmina we Francji, w regionie Kraj Loary, w departamencie Sarthe. W 2016 roku populacja ówczesnej gminy wynosiła 1802 mieszkańców. 
W dniu 1 stycznia 2019 roku z połączenia dwóch ówczesnych gmin – Cherré oraz Cherreau – powstała nowa gmina Cherré-Au. Siedzibą gminy została miejscowość Cherré. 